# Yvonne-Denise Köchli
Yvonne-Denise Köchli Meier (* 27. November 1954) ist eine Schweizer Journalistin, Publizistin, Schriftstellerin, Verlegerin und Ghostwriterin.

## Leben und Wirken
Yvonne-Denise Köchli studierte an der Universität Zürich Germanistik und wurde dort 1982 promoviert, mit der Arbeit Themen in der neuen schweizerischen Literatur über die Schweizer Literatur nach Frisch und Dürrenmatt. 1983 bekam sie ein USA-Stipendium des World Press Institute. Sie arbeitete bei der Schweizerischen Depeschenagentur, war von 1982 bis 1983 Reporterin bei der Annabelle und von 1984 bis 1999 Redaktorin bei der Weltwoche.
Von 1999 bis 2003 hat Yvonne-Denise Köchli als freie Publizistin und als Ghostwriterin für Manager und Bundesräte gearbeitet. 2003 gründete sie den Xanthippe Verlag.
Sie engagiert sich in Gender-Fragen und tritt mit Vorträgen wie auch im Fernsehen, Radio und öffentlich auf. Sie schreibt weiterhin auch als Ghostwriterin für Persönlichkeiten aus Wirtschaft und Politik.
Köchli war 25 Jahre Dozentin am MAZ in Luzern und früher bei Schreibszene Schweiz. Sie lebt in Zürich, ist verheiratet und hat einen Sohn.

## Veröffentlichungen
- Themen in der neueren schweizerischen Literatur. Peter Lang, Bern 1982, ISBN 3-261050-55-1 (Dissertation).
- Eine Frau kommt zu früh. Das Leben der Iris von Roten, Autorin von «Frauen im Laufgitter». Weltwoche-ABC-Verlag, Zürich 1992 (Vorwort von Susanna Woodtli), ISBN 3-855041-42-3.
- mit Liliana Heimberg: Muttermilch auf seinem Laptop. 43 Jonglierversuche im Dreieck von Liebe, Kind und Beruf. Haffmans Verlag, Zürich 1999, ISBN 3-251400-09-6.
- Frauen, wollt ihr noch 962 Jahre warten? Micheline Calmy-Rey über echte Chancengleichheit (als Herausgeberin). Xanthippe Verlag, Zürich 2006, ISBN 978-3-952286-89-0.
- Das Bundesgericht und die Frauen: Mit keiner Regel historischer Interpretation in Widerspruch. In: Hans Baumgartner, René Schumacher (Hrsg.): Recht, Macht und Gesellschaft. Justiz und Politik. Rio, Zürich 1995. S. 10–20, ISBN 3-907768-12-4.
- miis züri – Neun Streifzüge für Frauen durch Zürich. Xanthippe Verlag, Zürich 2016, ISBN 978-3-905795-48-6.
- mit Anne-Sophie Keller: Eine Frau kommt zu früh – noch immer? Xanthippe Verlag, Zürich 2017, ISBN 978-3-905795-55-4.
- Eine kurze Geschichte der Frauen. Von 1791 bis 2024. Xanthippe Verlag, Zürich 2024, ISBN 978-3-905795-75-2.[4]